# Sienito

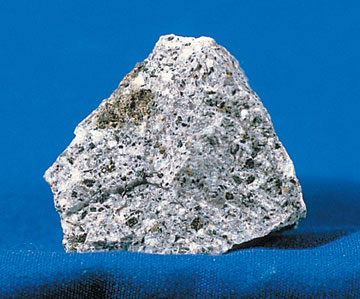
Sienito

Sienito  é uma rocha ígnea plutónica, de textura holocristalina grossa, leucocrática (clara), composta principalmente por feldspatos (microclina, ortoclase e alguma ou nenhuma plagioclase), anfibólios (geralmente hornblenda), clinopiroxênios (augita, egirina), pouca ou nenhuma biotita. No diagrama QAPF de Streckeisen, ocupa o campo 6. O sienito sem quartzo e sem nefelina é chamado alcali-feldspato sienito ou alcali-sienito. O sienito com mais que 10% de nefelina é denominado nefelina sienito. O sienito com mais de 10% de quartzo é chamado de quartzo-sienito. Por outro lado, quando o teor de quartzo é maior do que 20%, é chamado de álcali feldspato granito. É uma rocha relativamente rara, porém comum na região litoral do Brasil. No Estado do Rio de Janeiro, um nefelina sienito é extraído como rocha ornamental. Em Portugal ocorre um importante maciço de nefelina sienito na Serra de Monchique. A rocha vulcânica de granulometria fina com a mesma composição que alcali sienito é o traquito e aquela com a mesma composição que o sienito nefelínico é o fonólito.